# Suzuka Gentaro
Gentaro Suzuka (sinh ngày 10 tháng 8 năm 1986) là một cầu thủ bóng đá người Nhật Bản.

## Sự nghiệp câu lạc bộ
Gentaro Suzuka đã từng chơi cho YSCC Yokohama.